# P.N.Patti
P.N.Patti é uma panchayat (vila) no distrito de Salem, no estado indiano de Tamil Nadu.

## Demografia
Segundo o censo de 2001,  P.N.Patti  tinha uma população de 23,268 habitantes. Os indivíduos do sexo masculino constituem 52% da população e os do sexo feminino 48%. P.N.Patti tem uma taxa de literacia de 63%, superior à média nacional de 59.5%: a literacia no sexo masculino é de 72% e no sexo feminino é de 54%. Em P.N.Patti, 12% da população está abaixo dos 6 anos de idade.